# Sint-Nicolaaskathedraal (Kuopio)
De Sint-Nicolaaskathedraal (Fins: Pyhän Nikolaoksen katedraali) is een kerkgebouw in de Finse stad Kuopio en de bisschopskerk van het bisdom Kuopio van de Fins-orthodoxe Kerk.

## Geschiedenis
Na de Russische overwinning in de Finse Oorlog droeg Zweden bij de Vrede van Hamina op 17 september 1809 Finland over aan het Keizerrijk Rusland. Voor de nieuwe russisch-orthodoxe inwoners, voornamelijk Russen, werd in Kuopio in de jaren 1820 een houten kapel gebouwd, gevolgd door de stenen kerk van Alexander Isakson uit Vyborg in 1902–1903. 
De inwijding vond plaats door de aartsbisschop Nicolaas, de tweede orthodoxe aartsbisschop van Finland.
De door de gouverneur-generaal Nikolaj Ivanowitsj Bobrikov geschonken iconostase werd in het Alexander Nevski-klooster te Sint-Petersburg gemaakt. 
In de kerk bevinden zich acht klokken, zes daarvan werden gegoten in Sint-Petersburg en twee zijn afkomstig van de oude houten kerk. 
De kerk werd driemaal gerestaureerd. De eerst vond plaats in 1954. Tijdens de restauratie van 1965 werd vrijwel de hele kerk volledig gerenoveerd. In de jaren 2003-2004 werd de kerk zoveel mogelijk teruggebracht in de oorspronkelijke staat.